# Чичинадзе, Захарий Игнатович
Захарий Игнатович Чичинадзе (также Закария Чичинадзе, груз. ზაქარია ჭიჭინაძე; 8 февраля 1854, Тифлис — 27 декабря 1931[…]) — грузинский историк, писатель и книгоиздатель. Печатался под псевдонимом Мтацминдели.

## Биография
Отец — Эгнате Чичинадзе — был родом из деревни Хотеви (ныне в Амбролаурском муниципалитете, край Рачи), молодым человеком приехал в Тифлис, где и женился.
Захарий был, последним, пятнадцатым ребенком в семье. Учился в тифлисских школах и дважды, из-за конфликта с одноклассником и из-за неуспеваемости по математике,  был отчислен. Родители желали, чтобы сын окончил школу и предпринимали попытки определить его в другие учебные заведения, но он, утратив интерес к учёбе, окончательно бросил её. Впоследствии занимался самообразованием. В 13 лет начал свою трудовую деятельность на табачной фабрике, затем служил в гостинице, а после в книгохранилище, где пристрастился к чтению. Начитанность в дальнейшем позволяет ему занять мелкую должность в цензурном комитете, где ему становится доступной и запрещённая литература.
Увлёкшись историей, начал писать статьи по истории грузинской литературы и печатной книги, публиковался с 1872 года. В 1869 году случайно на улице знакомится с известным грузинским поэтом, издателем и общественным деятелем Сергеем Месхи (1845—1883), от которого получает приглашение стать сотрудником газеты «Дроеба» (которую Закария уже самостоятельно выписывал и внимательно читал).
С 1875 года Чичинадзе начинает издавать грузинские книги. Он открывает свой собственный книжный магазин, торгует книгами на базаре с лотка, много путешествует по разным районам Грузии и продает, раздает и всячески распространяет грузинскую литературу, в том числе и среди грузин-мусульман в Аджарии и Самцхе.
Чичинадзе собрал и опубликовал сотни старинных исторических грузинских рукописей, летописей и документов, народных легенд, стихов, сказок. Много писал об истории и культуре Грузии, в том числе издал «Картлис цховреба» («Житие Картли») в восьми томах, издал два тома жизнеописания Давида Сараджишвили, Георгия Картвелишвили, нефтепромышленника Зубалашвили и солидный труд о представителях фамилии Зубалашвили — известных меценатах.
В своих политических взглядах Чичинадзе сочувствовал социалистам, его книжный магазин в Тифлисе часто посещали революционно настроенные молодые люди, в том числе Иосиф Сталин.
Похоронен в Пантеоне Мтацминда.

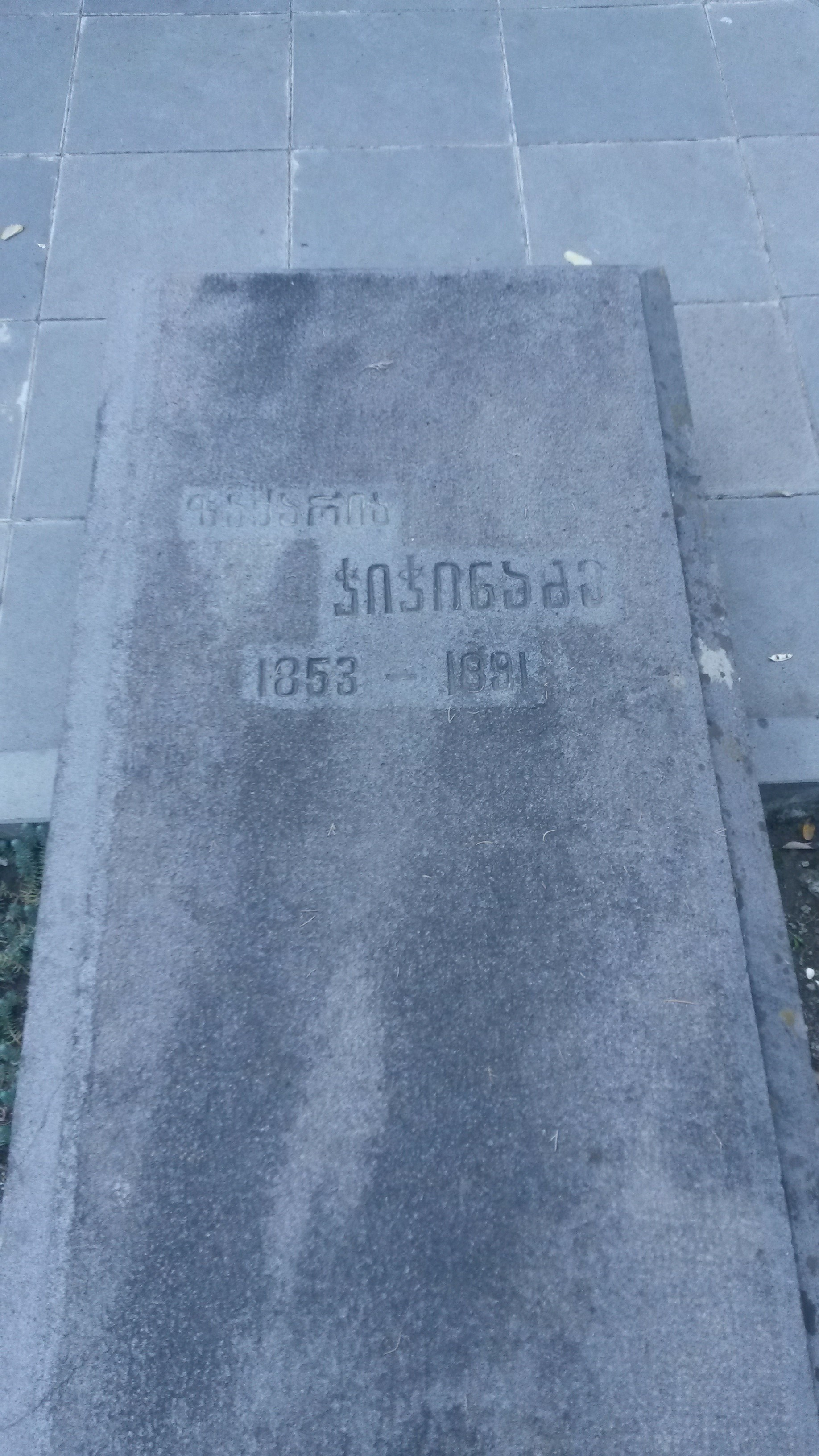
Могила Чичинадзе

Именем Чичинадзе названа улица в Тбилиси.

## Оценки современников
Творчество Захария Чичинадзе многостороннее, ни одна политическая партия в Грузии не сделала столько, сколько сделал Захария: невозможно определить количество книг, изданных Чичинадзе. Он сам писал, сам набирал, сам печатал, сам издавал и распространял. Портрет Захария Чичинадзе предельно ясен: он является рыцарем книги…— Нико Николадзе